# Asturias (groupe)
Pour les articles homonymes, voir Asturias.
Asturias (アストゥーリアス), stylisé ASTURIAS, est un groupe de rock progressif japonais. Le groupe se scinde par la suite en deux pour devenir deux groupes distincts ; Acoustic Asturias et Electric Asturias.

## Biographie
À ses débuts, après sa formation en 1987, Asturias signe au label progressif King Records en 1988 comme projet solo de Yoh Ohyama, inspiré au début par les œuvres de Mike Oldfield et Egberto Gismontchi. Trois albums sont publiés en utilisant la méthode d'enregistrement multiple, puis le groupe cesse ses activités. Le groupe ne reprend qu'en 2003.
Oyama, inactif pendant près de 10 ans, s'unit à Misato Kitatsu (violoniste), Tsutsui Kaori et Yoshihiro Kurogi. L'année suivante, le groupe sort un mini-album intitulé Bird Eyes View, et reprend ses activités. L'album explore un style musical plus symphonique que les anciens albums d'Asturias. Trois types d'organisation Ils joueront par la suite six dates de tournées internationales.

## Projets parallèles
Dès les années 2010, le groupe compte deux groupes distincts ; d'un côté, sous le nom d'Acoustic Asturias (communément appelé Acous) composé d'instruments acoustiques, et Electric Asturias (ou simplement Eleas).
Acoustic Asturias, sort en novembre 2006 l'album Marching Grass on the Hill au label Avex Group, qui suit en avril 2011, par Legend of Gold Wind en auto-produit.
Electric Asturias est formé en 2009. Deux membres du groupe de jazz rock Flat 122 y participent. En septembre 2011, ils sortent l'album Fractals, qui est suivi en décembre 2014 de l'album Elementals. En janvier 2017, ils sortent un premier DVD live, intitulé Live in USA qui comprend leur performance au festival américain RoSfest. La même année, le groupe participe au festival Cruise to the Edge.

## Style musical
Lors d'un entretien, Oyama explique que le groupe s'inspire musicalement du groupe Nucleus au début de 2005, mais à ce moment, il décrit les caractéristiques de sa propre musique sous trois points ; principalement instrumental, instrumentalement électronique et classique, et mystérieux. 

## Discographie
- 1988 : Circle in the Forest
- 1990 : Brilliant Streams
- 1993 : Cryptogam Illusion
- 2004 : Bird Eyes View
- 2008 : In Search of The Soul Trees
- 2015 : Missing Piece of My Life
- 2016 : At the Edge of the World